# Tazewell (Virgínia)
Tazewell és una població dels Estats Units a l'estat de Virgínia. Segons el cens del 2000 tenia 4.206 habitants.

## Demografia
Segons el cens del 2000, Tazewell tenia 4.206 habitants, 1.650 habitatges, i 1.098 famílies. La densitat de població era de 402 habitants per km².
Dels 1.650 habitatges en un 26,1% hi vivien nens de menys de 18 anys, en un 51,7% hi vivien parelles casades, en un 11,8% dones solteres, i en un 33,4% no eren unitats familiars. En el 31,2% dels habitatges hi vivien persones soles el 15,6% de les quals corresponia a persones de 65 anys o més que vivien soles. El nombre mitjà de persones vivint en cada habitatge era de 2,25 i el nombre mitjà de persones que vivien en cada família era de 2,81.
Per edats la població es repartia de la següent manera: un 18,6% tenia menys de 18 anys, un 8,1% entre 18 i 24, un 26,3% entre 25 i 44, un 25,3% de 45 a 60 i un 21,7% 65 anys o més.
L'edat mediana era de 43 anys. Per cada 100 dones de 18 o més anys hi havia 87,3 homes.
La renda mediana per habitatge era de 28.510$ i la renda mediana per família de 37.792$. Els homes tenien una renda mediana de 35.912$ mentre que les dones 22.664$. La renda per capita de la població era de 15.468$. Entorn de l'11,6% de les famílies i el 20,6% de la població estaven per davall del llindar de pobresa.

## Poblacions properes
El següent diagrama mostra les poblacions més properes.